# Luftangriff auf Sondershausen
Am 8. April 1945, 3 Tage vor der Besetzung durch amerikanische Bodentruppen, wurde die Innenstadt von Sondershausen in Nordthüringen durch einen Angriff der 9th Air Force schwer getroffen. 97 zweimotorige Bomber zerstörten mit 113 Tonnen Spreng- und Brandbomben 40 % der Stadt und töteten mindestens 181 Einwohner. Weitere 50 Bomber mit über 100 Tonnen Bombenlast verfehlten ihr vorgesehenes Ziel Sondershausen und griffen stattdessen Nordhausen, Sangerhausen und das Dorf Dachwig an.

## Die Lage in und um Sondershausen Anfang April 1945

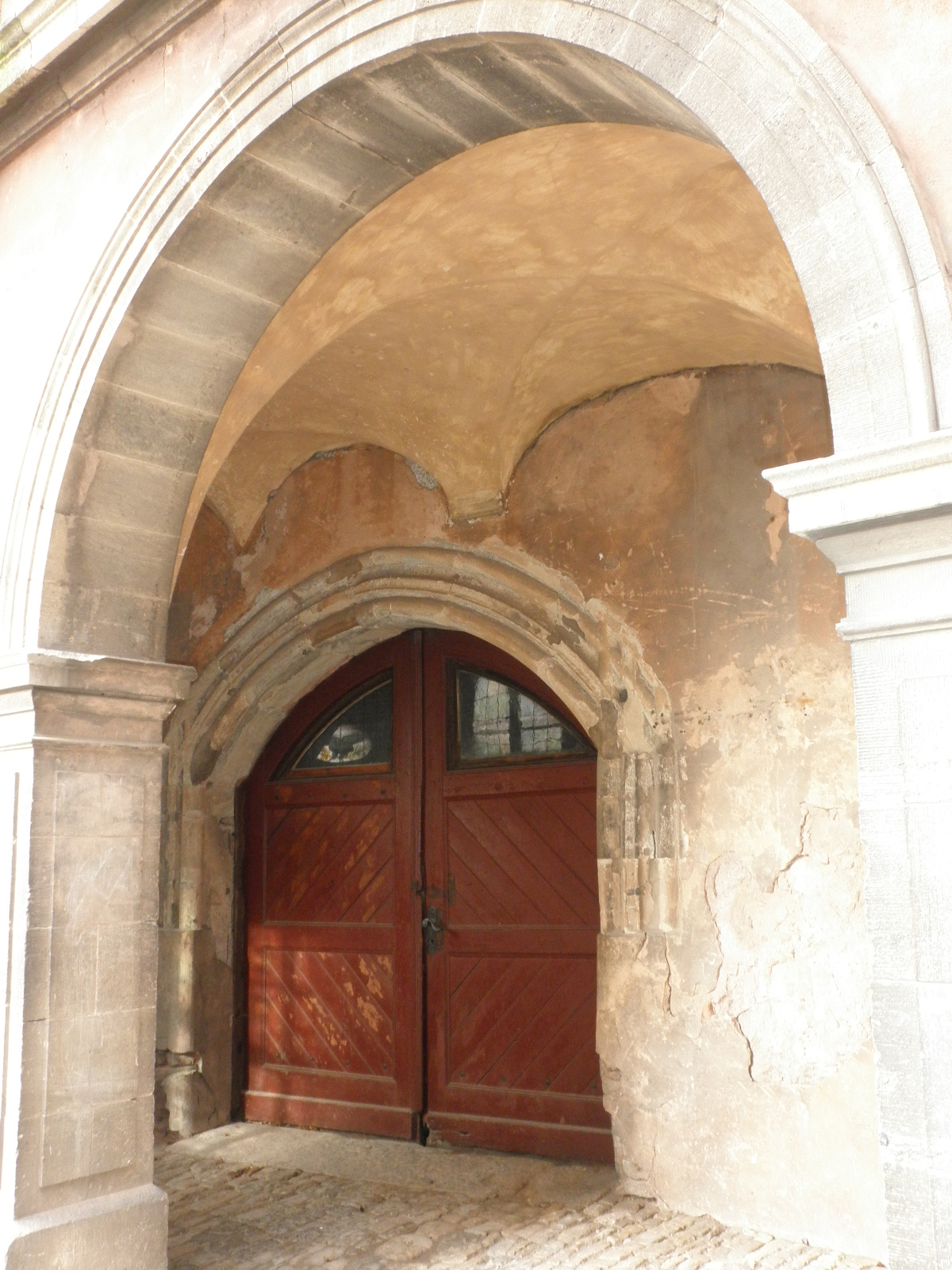
Ein Eingang zum bombensicheren Schlosskeller

In den Wochen vor dem 8. April überflogen fast täglich große Bomberverbände die Stadt. Die entsprechenden Fliegeralarme trieben die Einwohner in die Luftschutzkeller. Wie in allen deutschen Orten gab es Luftschutzräume in Wohn-, Geschäfts- und öffentlichen Gebäuden, in den Krankenhäusern und Betrieben. Darüber hinaus existierten in Sondershausen ein großer Brauereikeller und Kelleranlagen unter dem Schloss Sondershausen. In diesen suchten, besonders seit den verheerenden Luftangriffen auf das benachbarte Nordhausen am 3. und 4. April 1945 und dem Heranrücken der US-Armee, bis zu 4.000 Menschen Zuflucht. Sie hausten hier, einschließlich ihrer früheren Fürstin, unter primitiven Bedingungen. Doch fanden hier sogar Entbindungen statt.
Anfang April 1945 bezogen militärische und paramilitärische deutsche Einheiten Stellungen in der Umgebung der Stadt, auf den Höhen der Windleite und der Hainleite. Auch wurden Sperren an den Zugangsstraßen errichtet. Die Mannschaften bestanden aus versprengten Wehrmachtsoldaten, Volkssturm, Hitler-Jugend und dem in Sondershausen beheimateten Luftwaffenmusikkorps. Die Bewaffnung stammte teilweise aus dem Ersten Weltkrieg. Militärische Führung und NS-Kreisleiter gaben sich zwar verteidigungswillig, doch waren in der Stadt selbst keine Stellungen vorbereitet. Zum Zeitpunkt des Luftangriffs am 8. April befanden sich fast keine Soldaten mehr in Sondershausen. Sie waren bis zum Abzug in die Umgebung Anfang April in der Kaserne und im Marstall stationiert.
Am 6. April besetzten US-Truppen die Höhen der Windleite an der Raststätte Heidehaus, damit war die Verbindung von Sondershausen nach Nordhausen über die Reichsstraße 4 abgeschnitten. Bis zum 7. April stießen amerikanische Voraus-Einheiten bis Schernberg in der Hainleite vor.

## Der Luftangriff am 8. April 1945

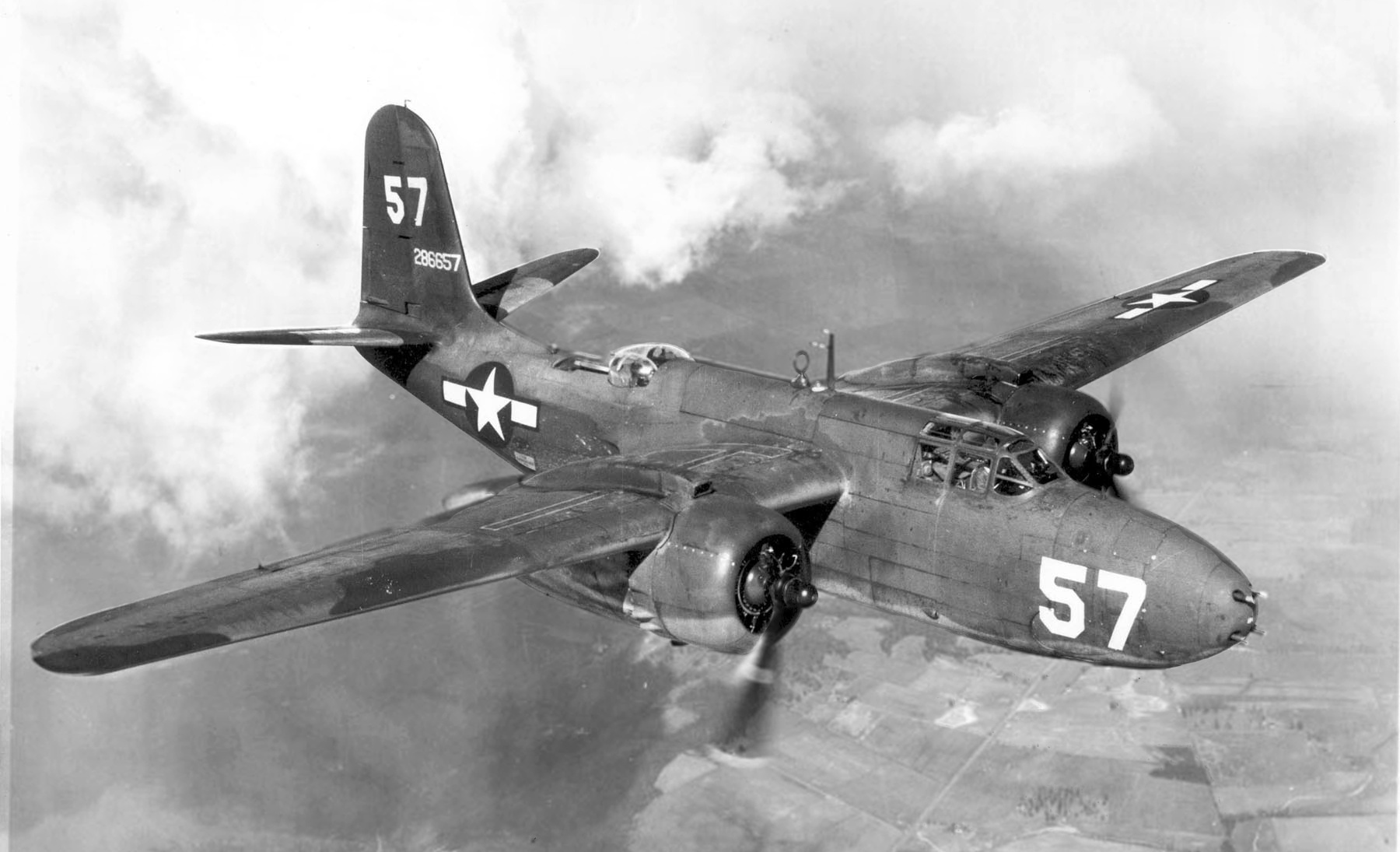
US-Kampfflugzeug Douglas A-20 „Havoc“ („Verwüster“)

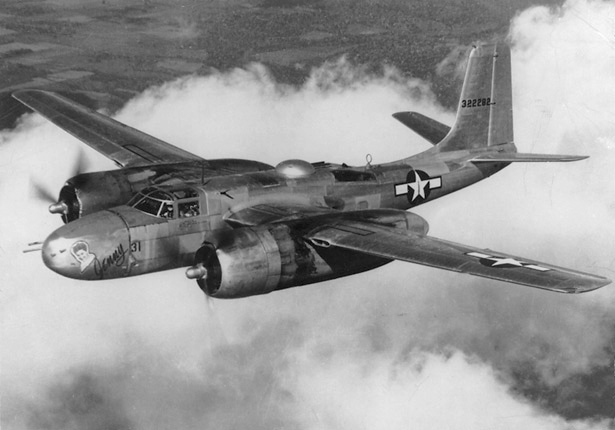
US-Bomber Douglas A-26 „Invader“ („Eindringling“)

Die Bombardierung von Sondershausen erfolgte wohl auf Anforderung der Führung der amerikanischen Bodentruppen, die von Westen weit an die Stadt vorgerückt waren.
Der Großangriff erfolgte durch vier Bombergruppen (Bombardement Groups) der 9th Bombardment Division der 9th Air Force. Sie flogen mit zweimotorigen, leichten Bombern der Typen Douglas A-20 „Havoc“ und Douglas A-26 „Invader“. Die Besatzungen wurden als kampferfahren seit der Normandie-Invasion im Juni 1944 geschildert. Das 19th Tactical Air Command stellte mit seinen Jagdflugzeugen den Begleitschutz. Die 152 Bomber, beladen mit 221 Tonnen Sprengbomben (zu 227 und 454 kg) und Brandbomben, starteten am Nachmittag des 8. April zwischen 15.15 und 16.15 Uhr in zwei Pulks aus einer Entfernung von 600 km von zwei Basen in Laon und zwei anderen nordfranzösischen Stützpunkten. Jeder Bombenschütze am Bombenzielgerät hatte ein Foto mit seinem Ziel in Sondershausen vor sich. Die vier Bombergruppen näherten sich der Stadt von Westen her und orientierten sich an der Reichsstraße 4. Über dem Ziel war die Wolkendecke dünn, in Bodennähe war es klar. Das entspricht der Schilderung von Superintendent Hartz in Sondershausen: „Der Sonntag war ein klarer Sonnentag, ohne jede Wolke am Himmel“.

### Der Angriff im Einzelnen
- 386th Bombardment Group (BG): Von den 37 Invader (mit 67.000 kg Bombenlast) wurden 3 auf dem Flug vermisst und eine musste notlanden, so dass 33 zum Einsatz kamen. Nur 6 Maschinen konnten ihre 10.800 kg Sprengbomben im ersten Anflug über Sondershausen abladen, was aber bereits zu erheblicher Staub- und Rauchentwicklung über der Stadt und schlechter Sicht für die nachfolgenden Bomber führte. Nur noch der Schlossturm ragte aus der Qualmwolke. Die BG wurde aufgespalten: 17 Invader flogen weiter zu dem Sekundärziel Sangerhausen und 5 nach Nordhausen. Die Leistung der 386th BG wurde von der 9th Air Force als „schlecht“ eingestuft.
- 416th Bombardment Group: von den 39 Invader mit ihrer Bombenlast von 70.700 kg warfen 27 Maschinen ihre 49.000 kg Mehrzweckbomben auf Sondershausen, 6 bombardierten als Sekundärziel noch einmal Nordhausen und 6 wollten Bad Frankenhausen als Ausweichziel angreifen (trafen aber wohl Sangerhausen). Die Trefferleistung auf Ziele in der Innenstadt von Sondershausen wurde als „gut“ eingestuft.
- 410th Bombardment Group: die 38 A-20 Havoc führten 51.600 kg Bombenlast mit. 32 der Maschinen konnten Sondershausen mit 43.500 kg (192 Stück) Mehrzweckbomben treffen. Das Resultat wurde von der 9th Air Force als „exzellent“ eingestuft.
- 409th Bombardment Group: die 38 Invader hatten 51.600 kg Brandbomben geladen, entsprechend 228 Brandbombenbehältern mit je 227 kg. Jeder Behälter enthielt 110 Brandbomben zu je 1,8 kg. 32 Maschinen trafen das durch Sprengbomben bereits weitgehend zerstörte Sondershausen mit 43.500 kg Brandbomben. 6 Invader wählten das nördlich Erfurt gelegene Dorf Dachwig als „Gelegenheitsziel“. Bezüglich Sondershausen wurde das Ergebnis als „gute bis sehr gute Leistung“ eingeordnet.

Zusammenfassung: Der Luftangriff am 8. April begann um 17.30 und endete um 18.58 Uhr. Von den 152 gestarteten Bombern mit 221 Tonnen Bombenlast trafen 97 Maschinen mit 113 Tonnen Spreng- und Brandbomben die Stadt Sondershausen. Die „Zerflatterung“ der angreifenden Bomber, teilweise bedingt durch die rauchbedingte Sichtbehinderung, bewahrte Sondershausen wohl vor der völligen Zerstörung mit der doppelten Bombenlast. Deutsche Luftabwehr hatte es nicht mehr gegeben. Die deutschen Stellungen in Windleite und Hainleite waren nicht bombardiert worden. In der Stadt selber gab es zum Zeitpunkt des Bombenangriffs fast keine deutschen Soldaten mehr.

### Die Zerstörungen in der Stadt
Die „zu großen Teilen zerstörte Stadt“ bot für die Bevölkerung ein „Bild des Grauens“.
Zerstört oder beschädigt wurden:
Wohn- und Geschäftsstraßen: Die Lohstraße fast komplett (beide Seiten), die Leopoldstraße und Bebrastraße (teilweise), die Marienstraße zwischen Elisabethstraße und Friedrichstraße, die Kreuzung Marienstraße / Nordhäuser Straße / Lohstraße, die Güntherstraße (besonders der westliche Teil), die obere Richard-Wagner-Straße, die Karlstraße / Elisabethstraße mit Ecke Karlstraße, Hospital/Katholisches Pfarrhaus, Conrad-Röntgen-Straße. Die gewerbliche Infrastruktur im Stadtzentrum war zerstört. Die Bürgerhäuser in Sondershausen waren meist schlichte, zwei- bis dreigeschossige Gebäude mit Satteldächern, überwiegend aus dem 18. und 19. Jahrhundert.

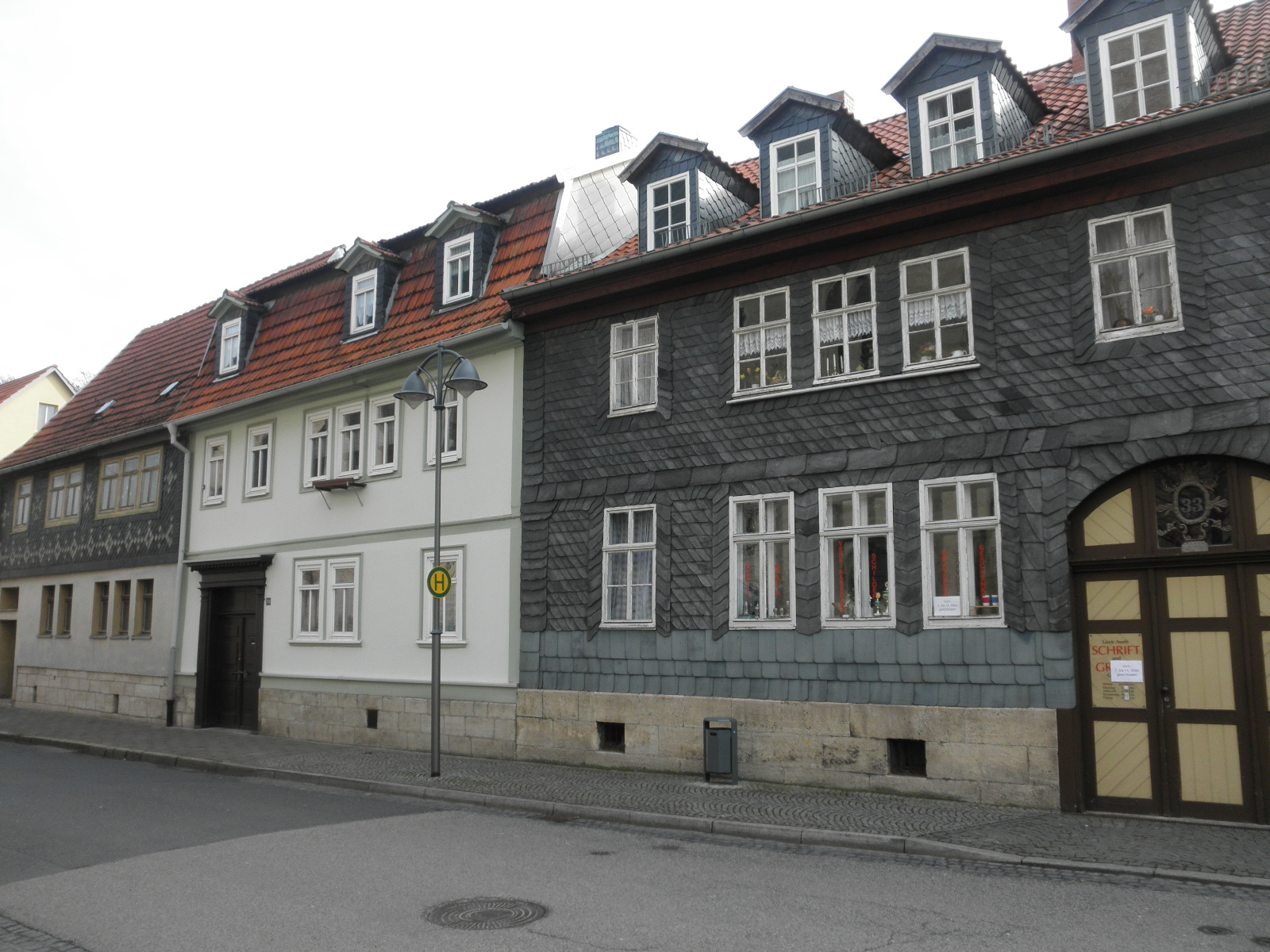
Typische Wohnhäuser in der Innenstadt (2016)

Öffentliche Gebäude: Der Bereich Krankenhaus, die Domäne (Stallgebäude), die Kasernen (eine zerstört, zwei weitere ausgebrannt), das Rentamt, das Finanzamt, die Staatsbank, die Volksbank, das Parteihaus der NSDAP (früheres Hotel Münch), das Hotel Tanne, die Städtische Feuerwehr, das Offizierskasino.
Von 1.545 Gebäuden wurden mindestens 624 zerstört oder beschädigt. Die Stadt verlor 750 Wohnungen, was zu entsprechender Obdachlosigkeit führte.
Die Bahnlinie nach Bad Frankenhausen war unterbrochen. Eine Brücke wurde zerstört.
Kulturbauten: Die 1709 errichtete, zweistöckige und mit Walmdach versehene Orangerie des Schlosses wurde völlig zerstört. Der stattliche Bau zwischen Marstall und Burgweg am Südrand des Parks war für gesellige Zwecke und Hoffeste genutzt worden. Das Schloss Sondershausen selber brannte an verschiedenen Stellen, besonders am Westflügel, konnte aber gelöscht werden. Karussellbau und Hoftheater wurden beschädigt. Der Lustgarten vor dem Schloss glich einer Wüste, einer Kraterlandschaft, die prächtigen Rotbuchen waren herausgerissen. Viele Bombenkrater wies auch der Schlosspark auf.
Schuttmassen und Bombenkrater versperrten die meisten Straßen. Die Stadt stand in Flammen. Die Sondershausener Feuerwehr hat ihr Möglichstes gegen das Flammenmeer getan und war von den Wehren aus 13 umliegenden Orte dabei unterstützt worden. Die Löscharbeiten wurden durch Artilleriebeschuss und Wassermangel erheblich erschwert. Bombentreffer hatten die Hauptspeiseleitung von der Margarethen-Quelle auf rund 40 Meter völlig zerstört. Der intakt gebliebene Schlossbrunnen konnte nur teilweise genutzt werden, da das städtische Leitungsnetz an vielen Stellen unterbrochen war. Der Brandgeruch lag noch tagelang im Tal.
Die Bombenschäden in Sondershausen wurden auf über 9 Millionen Reichsmark geschätzt.

## Die Zeit vom 9. bis 11. April 1945
Ein zweitägiger Artilleriebeschuss am 9. und 10. April verursachte weitere Opfer und Schäden, insbesondere im Stadtzentrum und der Unterstadt.
Am 10. April um 17.00 Uhr wurde „Feindalarm“ ausgelöst. Am 11. April um 0.30 Uhr begann noch einmal Artilleriebeschuss auf die Stadt.
Die folgende Besetzung von Sondershausen am Vormittag des 11. April erfolgte fast widerstandslos. Vereinzelte Schusswechsel mit zurückgehenden deutschen Soldaten gab es am Göldner, im Bereich des Planplatzes, der Hospitalchaussee und in der Nähe der Katholischen Kirche.

## Todesopfer
Zum Zeitpunkt des Luftangriffs befanden sich 10.000 bis 12.000 Menschen in der Stadt. Viele waren in die Umgebung geflüchtet.
Nach offizieller Angabe fielen dem Bombenangriff und dem 2-tägigen Artilleriebeschuss 181 Menschen (Zivilisten) zum Opfer. Bestattet wurden 124 Leichen: 120 in Reihengräbern auf dem Friedhof in Sondershausen, 4 in Bebra, Stockhausen und Jecha. 53 Menschen blieben unter den Trümmern vermisst. Aus Mangel an Särgen erfolgten die Beisetzungen in Sondershausen zum Teil in Betttüchern und Laken, fortlaufend einzeln im Gemeinschaftsgrab. Eine gemeinsame Trauerfeier in der Trinitatiskirche beschloss den Abschied von den Toten.
„Es gibt auch Unterlagen, in denen die Zahl der Opfer höher eingeschätzt wird. Die Zahl 181 wurde aus Kirchenbüchern ermittelt, in denen die vermissten und bestatteten Personen erfasst wurden“.

## Begräbnis- und Gedenkstätte
Die meisten der 181 Toten von Luftangriff und Artilleriebeschuss von April 1945 wurden auf einem Gräberfeld auf dem Hauptfriedhof Sondershausen beigesetzt. Es liegt heute im Bereich eines Ehrenhains, in dessen Mitte acht hohe Granitstelen einen Kreis bilden. Eine der Stelen trägt nach innen gerichtet die Inschrift: „Die Toten öffnen uns Lebenden die Augen. Allen Opfern von Krieg und Gewalt. 1995“. Auf der linken Seite finden sich Soldatengräber, auf der rechten Seite Bombenopfer. Diese sind nicht als solche benannt, sondern nur für den Kundigen am Todesdatum 8. April 1945 erkennbar. Auf Grabsteinen sind 40 dieser Bombenopfer mit Namen und Geburtsdatum benannt, 27 von ihnen Frauen. Auf der rechten Seite, unterhalb der Grabsteine, finden sich zwei Bodenplatten mit der Überschrift: „In nicht mehr auffindbaren Gräbern ruhen“: Es folgen aus dem Zweiten Weltkrieg 54 Namen, davon 14 weibliche. Danach wird es sich um Soldaten und zivile Bombenopfer auf diesem Gräberfeld handeln.

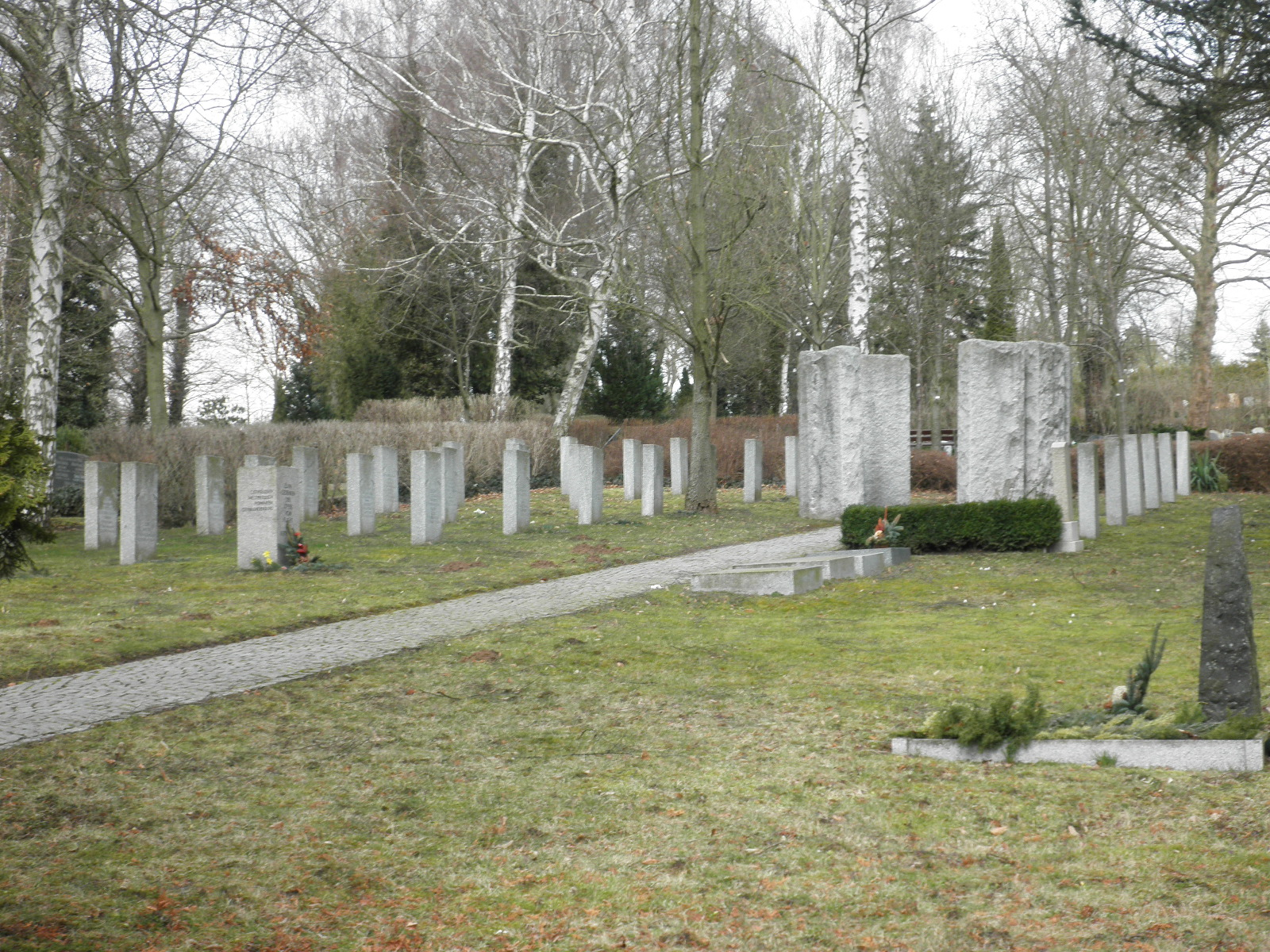
Ehrenhain auf Friedhof in Sondershausen (Kriegsgräberstätte Zweiter Weltkrieg)
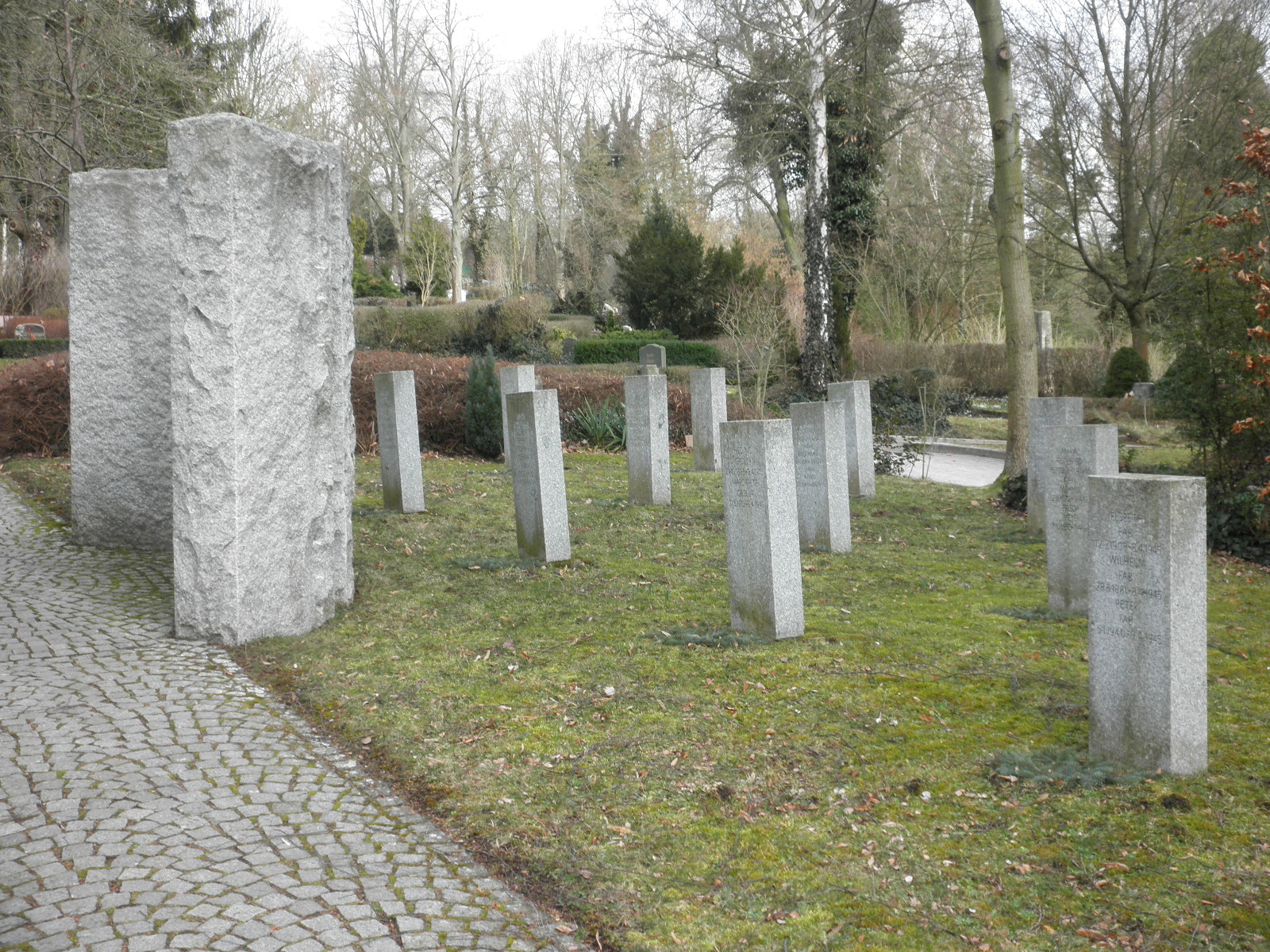
Bombenopfer im Ehrenhain
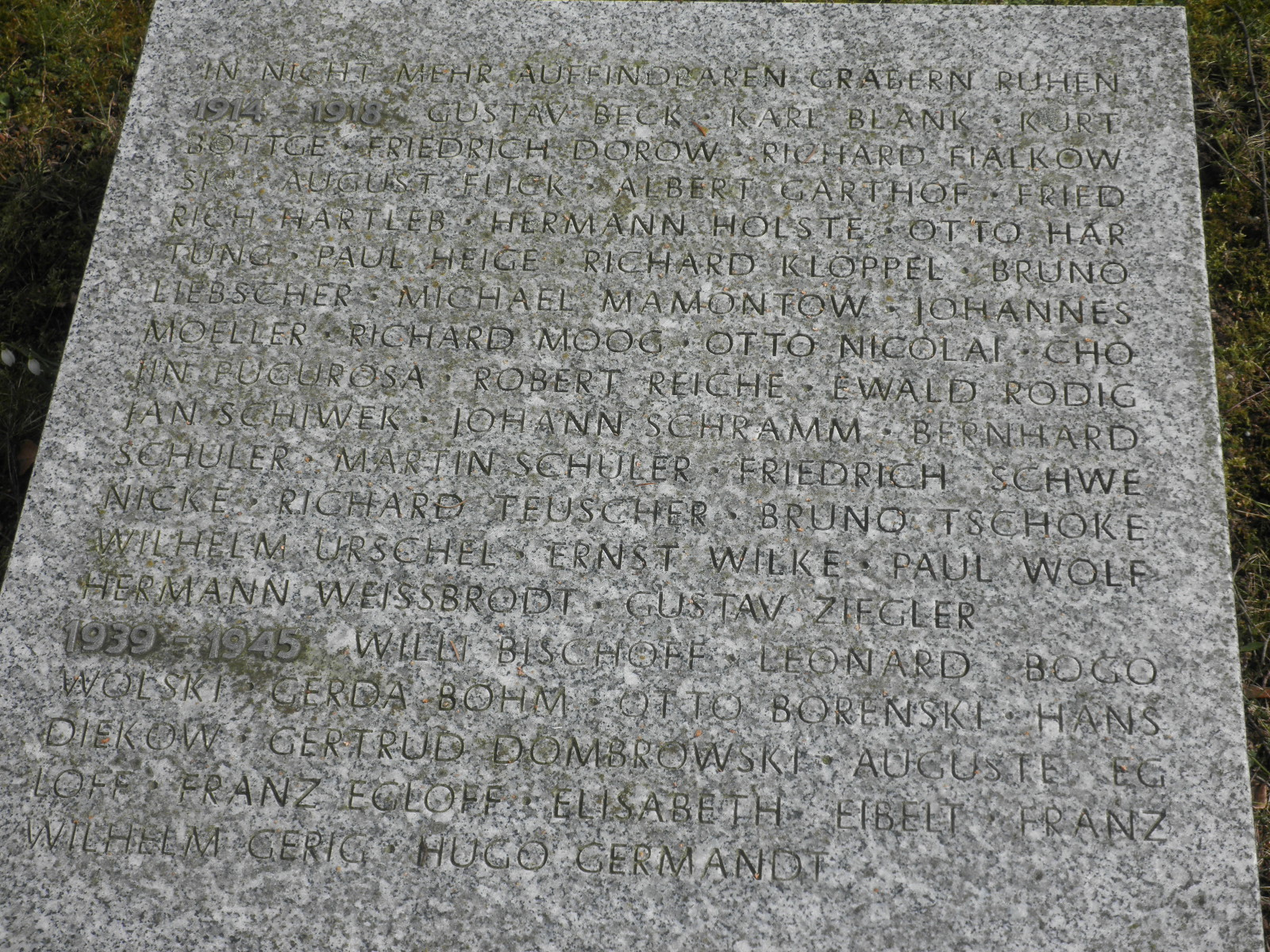
Kriegsgräber im Ehrenhain
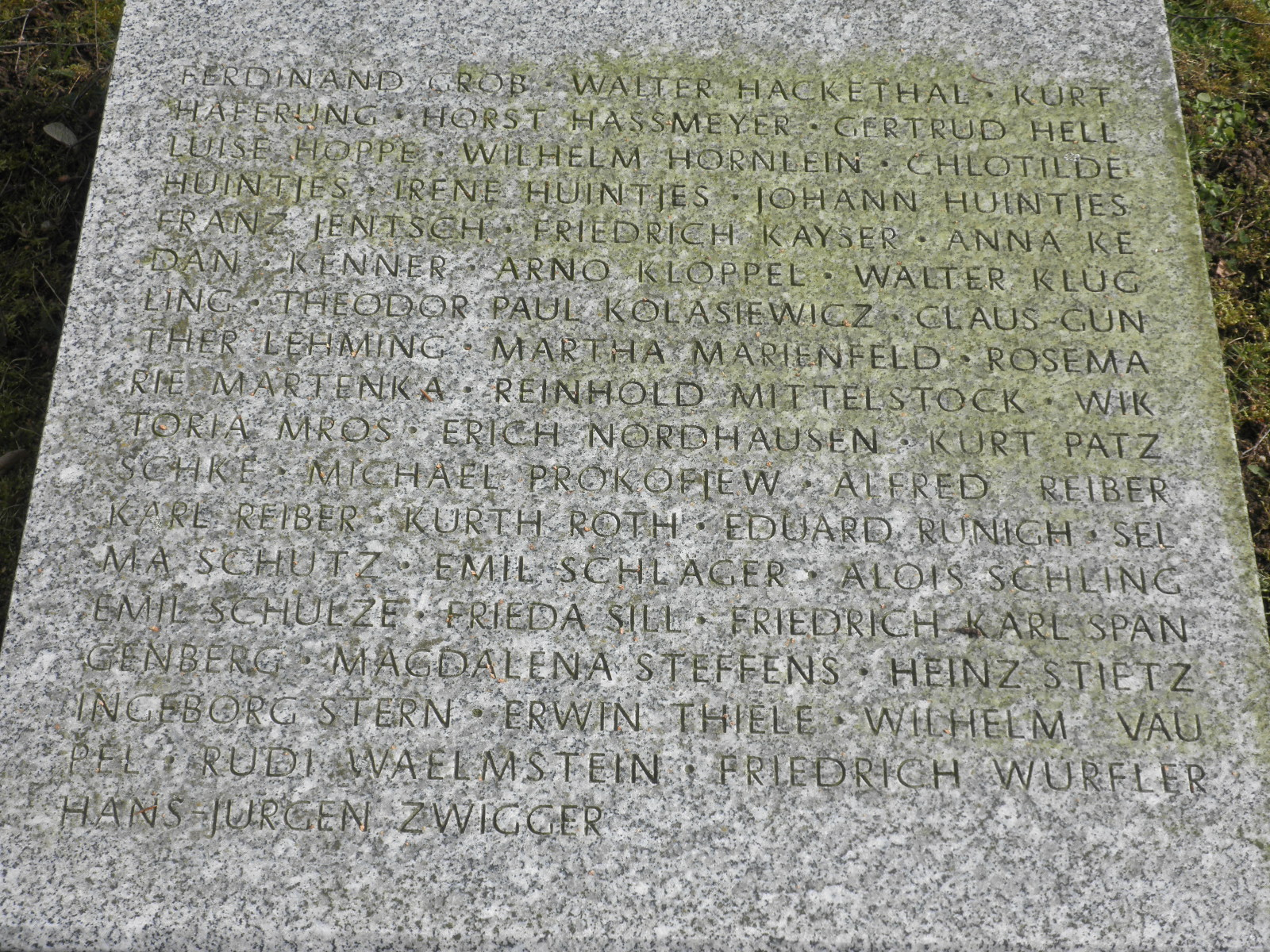
Kriegsgräber im Ehrenhain